# Max Treitel
Max Treitel (* 17. Dezember 1890 in Posen; † nach dem 14. Dezember 1942 in Auschwitz) war ein deutscher Maler.

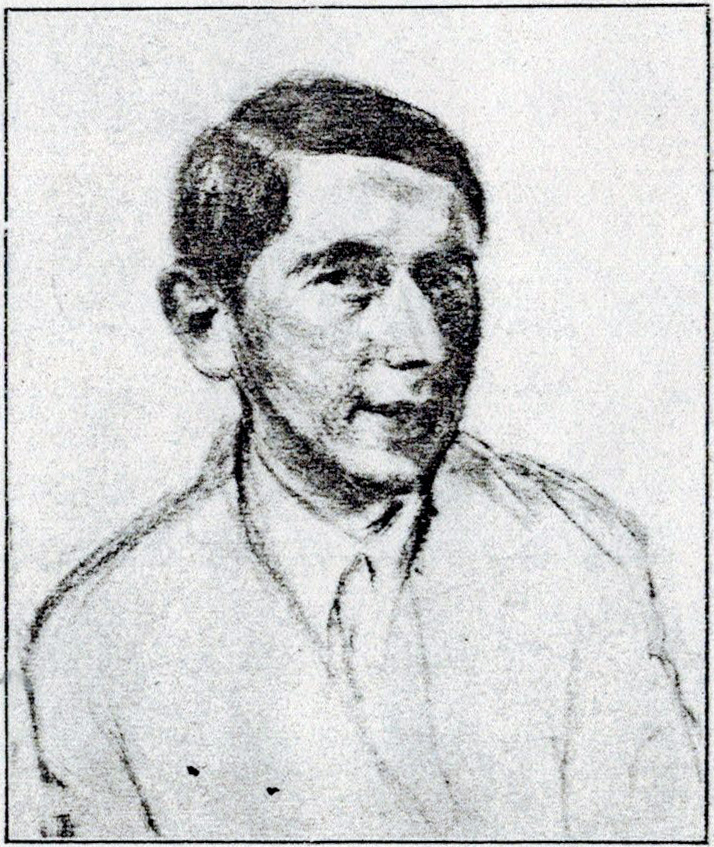
Max Treitel, Jugendbildnis. Selbstporträt (Kohlezeichnung).

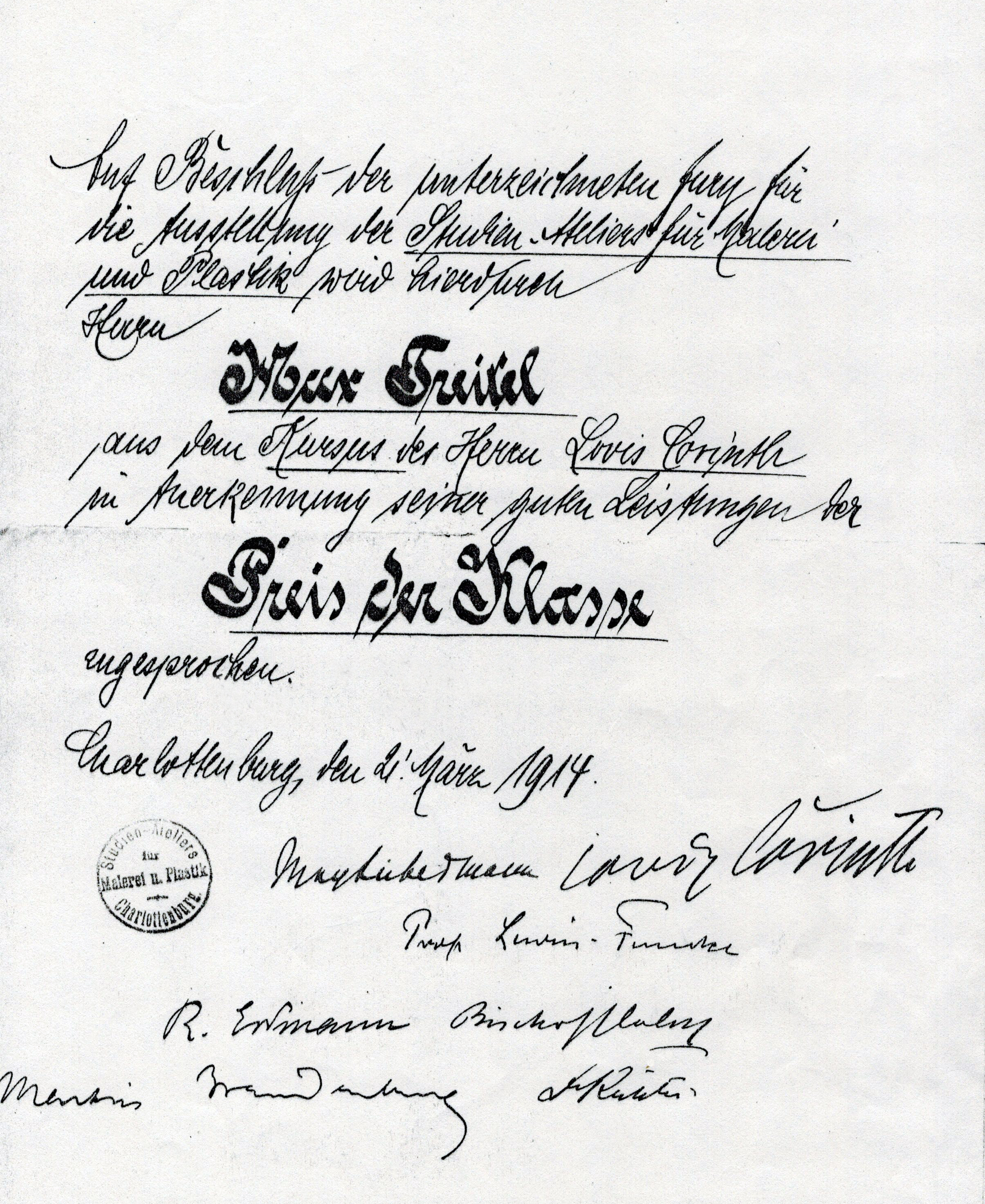
Preis der Klasse von Lovis Corinth für Max Treitel in Anerkennung seiner guten Leistungen, 21. März 1914. Unterzeichnet u. a. von Max Liebermann, Lovis Corinth, Arthur Lewin-Funcke und Martin Brandenburg (Studien-Atelier für Malerei und Plastik, Berlin-Charlottenburg)

## Leben
Treitel entstammte einer sehr armen jüdischen Familie, in welcher er, früh vaterlos, zusammen mit seinen beiden Schwestern Paula und Johanna bei der Mutter aufwuchs. Aufgrund seiner Begabung wurde er von dem Ehepaar Gustav und Rosalie Goldschmidt in Posen sehr gefördert.
In Berlin-Charlottenburg besuchte er mehrere Jahre das Studien-Atelier für Malerei und Plastik, wo ihm als Schüler der Klasse von Lovis Corinth am 21. März 1914 „in Anerkennung seiner guten Leistungen der Preis der Klasse“ zugesprochen wurde. Der unterzeichnenden Jury gehörten neben Corinth u. a. Max Liebermann, Prof. Arthur Lewin-Funcke und Martin Brandenburg an. Treitel ist auch als Illustrator nachweisbar und war offenbar Mitglied der Berliner Secession.
Am 14. Dezember 1942 wurde Treitel mit seiner zwei Jahre älteren blinden und partiell gelähmten Schwester Johanna Treitel, mit der er seit 1925 zusammen in der Karlsruher Straße 23 in Berlin wohnte, nach Auschwitz deportiert und anschließend dort ermordet. Beiden ist je ein Stolperstein vor dem Haus gewidmet.

## Werke
Werke von ihm befinden sich u. a. im Jüdischen Museum Frankfurt am Main und bei den Familien seiner Auftraggeber und Kunden.